# 은굉
은굉(殷宏, ? ~ ?)은 전한 중기의 관료이다. 《사기》 권120에 등장하는 단굉(段宏)과 동일인물로 보는 견해가 있다.

## 행적
원삭 5년(기원전 124년), 회남왕 유안의 태자 유천(劉遷)이 낭중(郞中) 뇌피(雷被)와 검술을 대련하다가 잘못하여 뇌피의 검에 찔리고 말았다. 유천은 유안에게 수시로 뇌피를 모함하였고, 유안은 뇌피를 파면하였다. 뇌피는 장안으로 올라가 글을 올려 자신의 사정을 아뢰었고, 무제는 유천을 잡아들일 것을 명하였다. 이후 공경들은 유안까지 잡아들여 심문하여야 한다고 주장하였는데, 이 소식을 들은 유안은 전부터 꾸며 오던 반란이 발각될까 두려워하였다.
곧 무제는 중위 은굉을 보내 유안을 심문하게 하였고, 이에 앞서 유안은 유천의 계책을 받아들여 상황에 따라 은굉을 습격하여 죽일 준비를 해 두었다. 그러나 은굉의 얼굴빛을 보니 부드러웠고, 또 뇌피를 파면한 일에 대해서만 심문할 뿐이었으므로 유안은 은굉을 그대로 돌려보냈다.
은굉은 조정으로 돌아가 사실대로 보고하였고, 무제는 유안을 치죄하라는 공경들의 주장을 받아들이지 않고 유안의 봉지 두 현을 깎는 것으로 사건을 정리하였다.
은굉은 무제의 처분을 알리러 다시 회남나라로 갔다. 유안은 전처럼 은굉을 죽일 준비를 하였으나, 도리어 은굉이 자신을 축하하므로 역시 그대로 돌려보냈다.

## 출전
- 사마천, 《사기》 권118 회남형산열전
- 반고, 《한서》 권19하 백관공경표 下

| 전임 이식 | 전한의 중위 (기원전 124년 당시) | 후임 사마안 |